# Велоінфраструктура

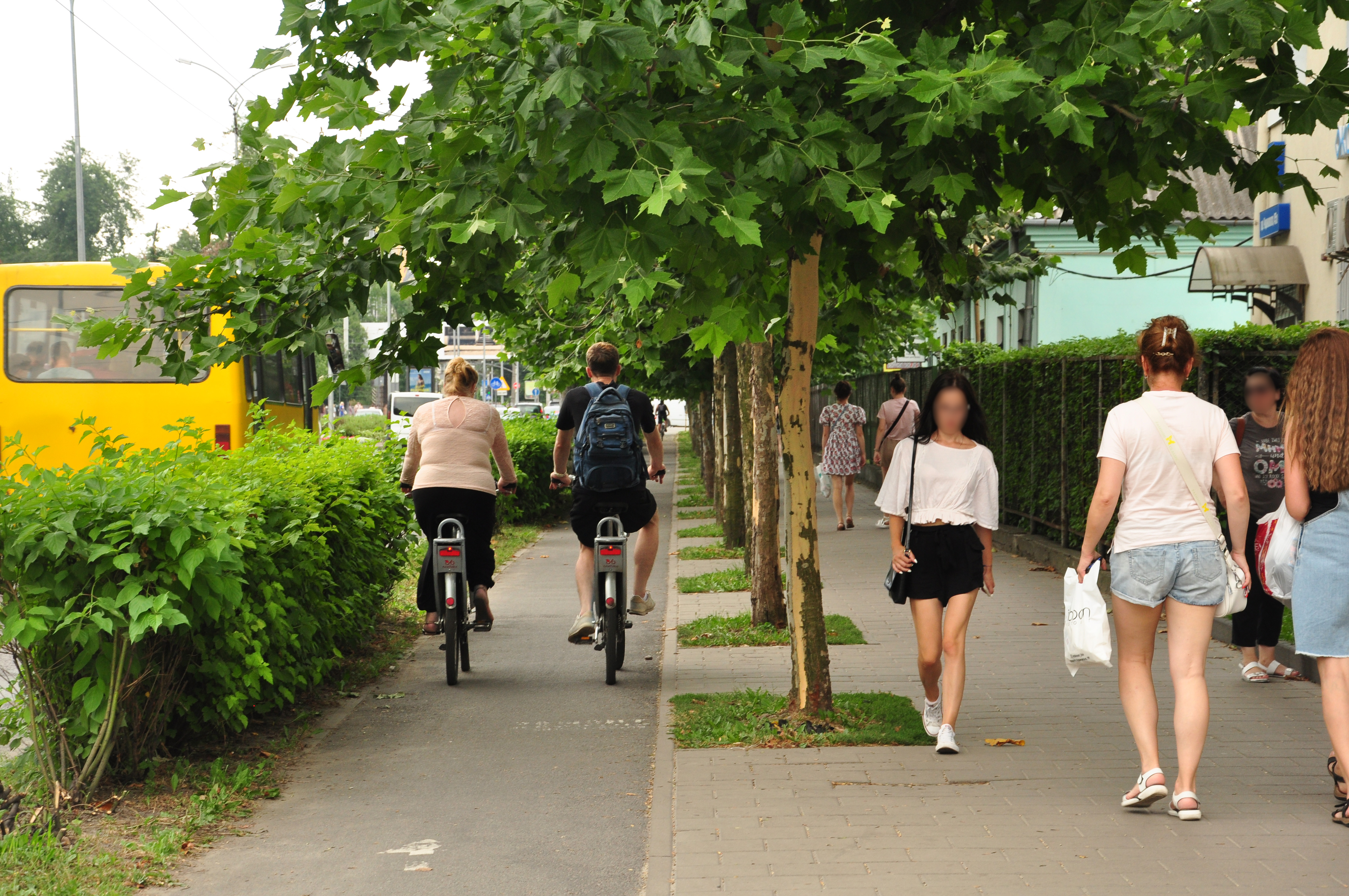
Велодоріжка на проспекті Чорновола у Львові

Велосипедна інфраструктура – це вся інфраструктура, якою дозволено користуватися велосипедистам. Вона включає у себе велодоріжки, велосмуги, спільні зони тощо. Дороги, якими користуються автомобілісти, також є велосипедною інфраструктурою, за винятком тих місць, де рух велосипедистів заборонено, наприклад багатьох автомагістралей. Також до велоінфраструктури належать такі зручності, як стоянки для велосипедів, навіси, сервісні центри та спеціальні дорожні знаки та сигнали. Чим більше велосипедної інфраструктури, тим більше людей пересувається на велосипедах.
Гарне проектування доріг, утримання доріг і організація дорожнього руху можуть зробити велосипед безпечнішим і кориснішим. Населені пункти з густою мережею з’єднаних між собою вулиць, як правило, є місцями для пересування на велосипеді. Їхні велосипедні мережі можуть дати людям прямі, швидкі, легкі та зручні маршрути.
В Україні проектування велоінфраструктури регламентується ДСТУ 8906:2019 "Планування та проветування велосипедної інфраструктури. Загальні вимоги."
Розвиток зручної та безпечної велоінфраструктури є однією зі складових впровадження збалансованого транспорту.

## Історія
Історія велосипедної інфраструктури починається незабаром після велосипедного буму 1880-х років, коли були побудовані перші короткі ділянки спеціальної велосипедної інфраструктури, аж до розквіту автомобілів із середини 20-го століття й супутнього занепаду велосипеда як засобу пересування. Відновлення уваги до велосипеда, як засобу пересування почалося з 1970-х років.

## Типи велоінфраструктури

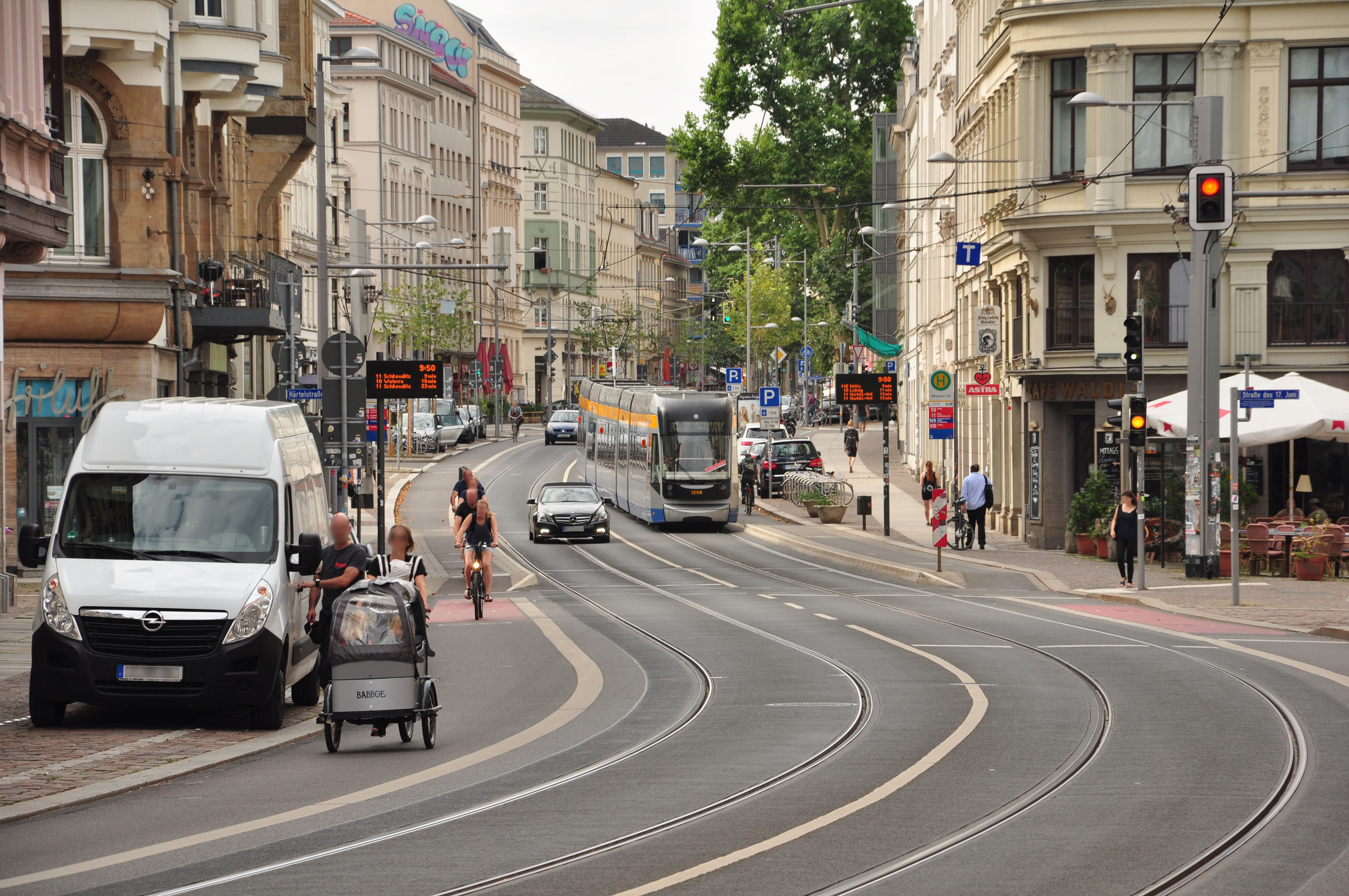
Велосипедна смуга на вул. Карла Лібкнехта у Лейпцигу

Велосипедна інфраструктура — це смуга, маршрут, дорога або стежка, яка певним чином спеціально розроблена та/або призначена для велосипедного руху. Існують такі основні види велоінфраструктури:
- Велосмуги — відокремлені розміткою смуги для руху велосипедистів в межах проїзної частини вулиці поряд зі смугами для руху інших транспортних засобів;
- Велодоріжки — доріжки для руху велосипедистів, прокладені за межами проїзної частини вулиці та фізічно відокремлені від неї, у зелених зонах чи поряд з пішохідними  доріжками;
- Зони спільного руху — доріжки чи території, призначені для спільного руху велосипедистів з пішоходами та/або автомобілями без чіткого розділення потоків.

Вибір типу велоінсфраструктури слід робити, залежно від рівня велосипедного руху, швидкісного режиму вулиці та інших факторів, передбачених ДСТУ 8906:2019.
У світі існують різні посібники для визначення різних типів інфраструктури велодоріжок, зокрема:
- Посібник Департаменту транспорту Великобританії «Геометричний дизайн пішохідних, велосипедних і кінних маршрутів», Посібник з проектування Sustrans[4],
- Примітка 2/08 Департаменту транспорту Великобританії про місцевий транспорт: Проектування велосипедної інфраструктури[5]
- Керівництво Датської дорожньої адміністрації Реєстрація та класифікація шляхів [6]
- Посібник з проектування міських велосипедних доріг Національної асоціації службовців міського транспорту США (NACTO) [3].

У Нідерландах керівництво з проектування Tekenen voor de fiets рекомендує ширину не менше 2 метрів або 2,5 метра, якщо рух становить понад 150 велосипедів на годину. У містах Утрехт і Гертогенбос для нових велосмуг встановлена мінімальна ширина 2 метри. У Нідерландах також є захищені перехрестя для велосипедистів, які перетинають дороги.
В Україні згідно з ДСТУ 8906:2019 ширина односторонньої велодоріжки повинна становити 2 м у вільних умовах та 1 м у стиснених, двосторонньої — 2,5 та 2 м, відповідно.
| Тип                 | Варіант              | Опис | Фотоприклад |
| ------------------- | -------------------- | --- | --- |
| Велосмуга           | Рекомендована        | Велосипедна смуга, на яку дозволено заїжджати іншим користувачам, наприклад, для пропуску зустрічних транспортних засобів чи висадки пасажирів. Відділена від решти проїзної частини пеперивчастою розміткою | Рекомендаційна велосмуга, Алкмар, Нідерланди                                                                                             |
| Велосмуга           | Обов'язкова          | Велосипедна смуга, призначена виключно для велосипедистів, у більшості місць позначена суцільною лінією розмітки. | Велосипедна смуга в Провіденсі, Род-Айленд                                                                                               |
| Велосмуга           | З буфером            | Велосипедна смуга з буферною зоною між нею та смугами для руху автомобілів | Велосипедна смуга з буфером, Нью-Йорк |
| Велосмуга           | Фізично відокремлена | Велосипедна смуга, відокремлена від автомобільних смуг руху не лише розміткою, а і фізичними елементами, такими, як стовпці чи делініатори. | Велосипедна смуга, захищена гумовими делініаторами, Барселона                                                                            |
| Велосмуга           | Контрсмуга           | Велосипедна смуга, яка дозволяє велосипедистам їхати проти течії вулиці з одностороннім рухом. | Велосипедна контрсмуга, Лодзь |
| Велосипедна доріжка |                      | Фізично відокремлена від проїзної частини смуга для руху велосипедистів в межар міської вулиці. У випадку суміжності з пішохідним тротуаром може бути облаштована з перепадом висот для запобігання виїзду велосипедистів на тротуар. | Велосипедна доріжка, Роттердам |
| Спільний простір    | Без розділення       | Доріжка призначена як для пішоходів, так і для велосипедистів, уся доріжка є спільною. Це включає в себе зелені шляхи, які є стежками вздовж смуги незабудованої землі в міській місцевості, призначеної для рекреаційного використання або захисту навколишнього середовища. Зелені шляхи часто створюють на основі покинутих залізниць, каналів, комунальних смуг проїзду або занедбаних промислових земель. Зелені шляхи також можуть бути лінійними парками, а можуть служити коридорами дикої природи. | Колишній залізничний тунель Крессбрук, трансформований у доріжку спільного використання для пішоходів та велосипедистів, Велика Британія |
| Спільний простір    | З розділенням        | Доріжка, призначена як для пішоходів, так і для велосипедистів, розділена на пішохідну та велосипедну частини, як правило, намальованою лінією (або іншим елементом). | Велопішохідна доріжка з розділенням розміткою, Велика Британія                                                                           |

### Спільний рух з автотранспортом
Велосипедистам дозволяється законно пересуватися багатьма дорогами згідно з Правилами дорожнього руху для водіїв транспортних засобів.
Велосипедний бульвар або велосипедна вулиця – це вулиця з низькою швидкістю руху, оптимізована для велосипедного руху. Велосипедні бульвари забороняють транзитний рух автотранспорту, але дозволяють проїзд місцевому автотранспорту. Вони призначені для надання пріоритету велосипедистам як транзитному транспорту.Спільна розмітка смуги, також відома як шароу, — це вулична розмітка, яка вказує на бажане бічне положення для велосипедистів (щоб уникати зони дверей та інших перешкод), де виділені велосипедні доріжки недоступні.
Дорога 2-1 – це конфігурація смуг проїжджої частини, яка забезпечує двосторонній рух автотранспорту та велосипедистів з використанням центральної смуги для руху транспортних засобів та «рекомендованих» велосипедних смуг з обох боків. Центральна смуга призначена для автомобілістів, які рухаються в обох напрямках. Центральна смуга вужча за дві смуги для руху транспортних засобів і не має центральної лінії; деякі вужчі за ширину автомобіля. Велосипедистам надається перевага на велосипедних доріжках, але водії автомобілів можуть заїжджати на велосипедні смуги, щоб пропустити інші транспортні засоби, поступившись велосипедистам. Рекомендовані велосипедні смуги зазвичай встановлюють на вулицях з низьким рухом автотранспорту. 

### Велосипедні магістралі

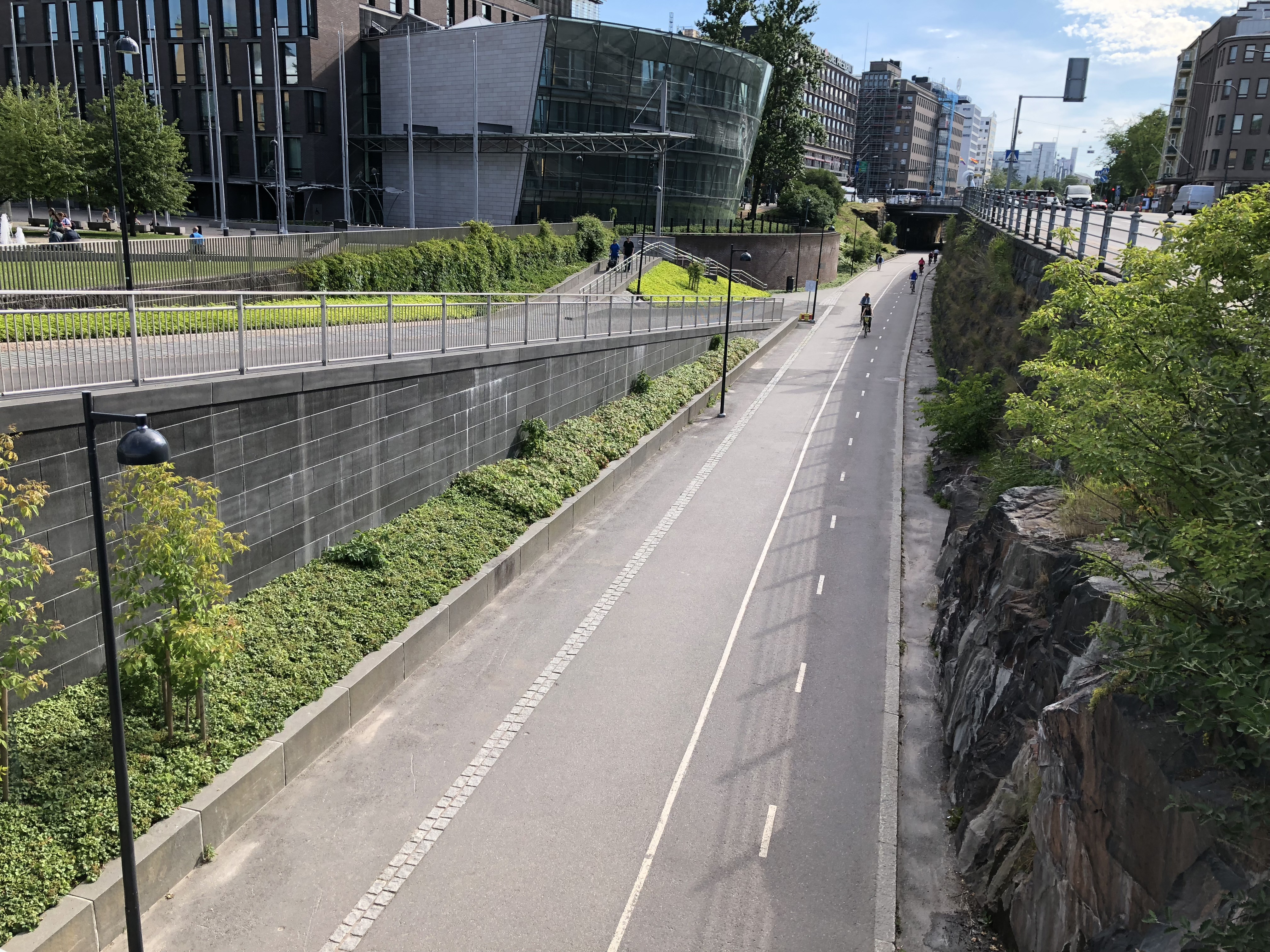
Баана, пішохідно-велосипедна доріжка довжиною 1,3 кілометра у центрі Гельсінкі, Фінляндія

Данія та Нідерланди стали піонерами концепції «велосипедних супермагістралей». Перший голландський маршрут був відкритий у 2004 році між Бредою та Еттен-Леур; відтоді було додано багато інших. У 2017 році в регіоні Арнем-Неймеген було відкрито кілька велосипедних супермагістралей, найкращим прикладом цього нового типу велосипедної інфраструктури є RijnWaalpad.
Перший данський маршрут C99 був відкритий у 2012 році між залізничною станцією Вестербро в Копенгагені та Альбертслундом, західним передмістям. Маршрут коштував 13,4 мільйона датських крон і має довжину 17,5 км, побудований з невеликою кількістю зупинок та вдалині від автотранспорту. «Станції технічного обслуговування» з повітряними насосами розташовані з рівними інтервалами, а там, де маршрут повинен перетинати вулиці, передбачені поручні та підножки, щоб велосипедисти могли чекати, не спираючись на землю. Відтоді подібні проекти були побудовані в Німеччині та інших країнах.
Вартість будівництва велосипедної супершосе залежить від багатьох речей, але зазвичай становить від 300 000 євро/км (для широкої спеціальної велодоріжки) до 800 000 євро/км (коли потрібні складні інженерні споруди).

## Дружнє для велосипедистів перетворення вуличного простору
Міста та регіони часто вживають різноманітних заходів щодо вулиць і доріг, щоб зробити їх зручнішими та безпечнішими для велосипедистів. Аспекти інфраструктури можна розглядати або як ворожі для велосипедистів, або як дружні до велосипедистів. Однак наукові дослідження вказують на те, що різні групи велосипедистів виявляють різні переваги щодо того, які аспекти велосипедної інфраструктури є найбільш актуальними при виборі конкретного велосипедного маршруту над іншим. Заходи із заохочення велосипедного руху включають заспокоєння руху; зменшення руху автотранспорту; оптимізація перехресть; системи контролю дорожнього руху для розпізнавання велосипедистів і надання їм пріоритету; звільнення велосипедистів від заборонених поворотів та обмежень доступу; запровадення зустрічні велосмуги на вулицях з одностороннім рухом; запровадження обмеження паркування на вулиці; передбачення винесених вперед стоп-ліній для велосипедистів перед світлофором; створення широких прибордюрних смуг; та позначення спільних смуг для громадського транспорту та велосипедистів.
Колумбійське місто Богота перетворило деякі автомобільні смуги на двонаправлені велосипедні смуги під час пандемії коронавірусу, додавши 84 км нових велосипедних смуг; Уряд має намір зробити ці нові велосипедні доріжки постійними. У США повільний вуличний рух було запроваджено шляхом встановлення імпровізованих бар’єрів, щоб уповільнити рух і дозволити велосипедистам і пішоходам безпечно ділитися дорогою з автомобілістами.

### Зменшення руху автотранспорту
Зменшення руху автотранспорту може бути досягнуто шляхом простого перенаправлення або альтернативного зменшення. Перенаправлення передбачає спрямування транзитного транспорту подалі від вулиць, якими користується велика кількість велосипедистів і пішоходів. Приклади відведення включають будівництво об’їзних магістралей і кільцевих доріг навколо міських центрів.
Непрямі методи включають зменшення пропускної здатності інфраструктури, призначеної для переміщення моторизованих транспортних засобів. Це може передбачати зменшення кількості дорожніх смуг, закриття мостів для певних типів транспортних засобів і створення пішохідних зон або екологічних осередків руху. У 1970-х роках голландське місто Делфт почало обмежувати рух приватних автомобілів через центр міста. Так само Гронінген поділений на чотири зони, які не можуть перетинати приватні автомобілі (приватні автомобілі повинні використовувати кільцеву дорогу). Велосипедисти та інший транспорт можуть проїжджати між зонами, і велосипеди складають понад 50% поїздок у Гронінгені (який, як вважають, займає третє місце за кількістю велосипедного руху серед усіх міст). У шведському місті Гетеборг використовується схожа система поділу міста на транспортні зони.
Інший підхід – зменшення доступної кількості паркомісць. Починаючи з 1970-х років, місто Копенгаген, де зараз 36% поїздок здійснюються на велосипеді , прийняло політику скорочення доступних паркувальних місць на кілька відсотків на рік. Місто Амстердам, де близько 40% усіх поїздок відбувається на велосипеді, прийняло подібну політику скорочення паркувальних місць у 80-х і 90-х роках.
Методи прямого зменшення руху автотранспорту можуть включати прямі заборони або більш тонкі методи, як-от схеми тарифікації доріг або дорожні дієти. Повідомляється, що лондонська плата за затори призвела до значного збільшення використання велосипедів у центрі міста.

### Заспокоєння руху
Традиційно намагалися зменшити швидкість шляхом законодавчих обмежень швидкості та дотримання правила гарантованої вільної відстані попереду.
Останні впровадження схем спільного простору та засобів фізичного заспокоєння руху автотранспорту забезпечили значне зниження швидкості руху автотранспорту. Зменшення є постійними, без необхідності встановлювати обмеження швидкості або примусово дотримуватись обмежень швидкості. У Норчепінгу, Швеція, середня швидкість руху в 2006 році впала з 21 до 16 км/год після впровадження такої схеми.
Навіть без реалізації спільних вулиць було показано, що створення зон 30 км/год зменшує кількість аварій і збільшує кількість велосипедистів і пішоходів. Інші дослідження показали, що низькі швидкості зменшують розрив громади, спричинений високошвидкісними дорогами. Дослідження показали, що коли швидкість знижується до 30 км/год, відбувається більше взаємодії між сусідами та згуртованості громади.
Детальніше дивіться у ДСТУ 4132:2020 Засоби заспокоєння руху. Загальні технічні вимоги.

### Односторонні вулиці
Німецькі дослідження показують, що перетворення вулиць з одностороннім рухом на двосторонні для велосипедистів призводить до зменшення загальної кількості зіткнень. У Бельгії всі вулиці з одностороннім рухом у зонах 50 км/год за замовчуванням є двосторонніми для велосипедистів. Данська дирекція доріг стверджує, що в центрі міст важливо мати можливість їздити велосипедом в обох напрямках на всіх вулицях, і що за певних обставин двосторонній рух велосипедистів можна розмістити на вулицях з одностороннім рухом.

### Двосторонній велорух на вулицях з одностороннім рухом

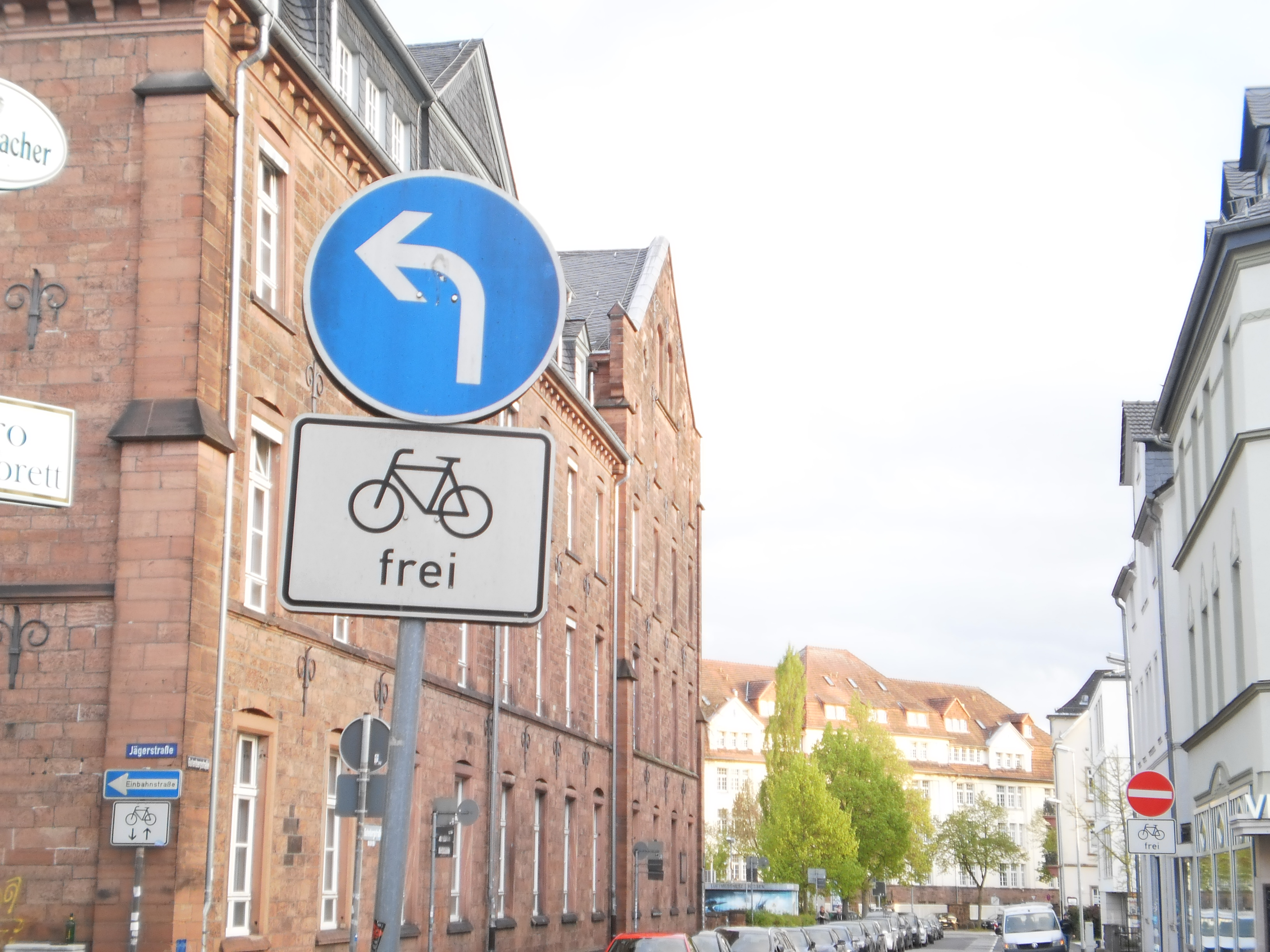
Дві вулиці з одностороннім рухом відкриті для велосипедистів з додатковими знаками (Німеччина)

Вулиці з одностороннім рухом можуть поставити велосипедистів у невигідне становище, збільшуючи довжину поїздки, затримки та небезпеки, пов’язані зі звивистими маневрами на перехрестях. Однак у північноєвропейських країнах, таких як Нідерланди, велосипедистам часто надають винятки з обмежень на односторонній рух, що покращує потік велосипедного руху та обмежує рух моторизованих транспортних засобів .
Німецькі дослідження показують, що перетворення вулиць з одностороннім рухом на двосторонні для велосипедистів призводить до зменшення загальної кількості зіткнень.
Часто існують обмеження щодо того, які вулиці з одностороннім рухом є хорошими кандидатами для двостороннього велосипедного руху. У Бельгії дорожні органи в принципі дозволяють будь-якій вулиці з одностороннім рухом у зонах 50 кілометрів на годину бути двосторонньою для велосипедистів, якщо доступна смуга має щонайменше 3 метри в ширину (зона, вільна від паркування) і жодні особливі місцеві обставини не перешкоджають цьому. Данія, країна з високим рівнем велосипедного руху, не використовує системи одностороннього руху для покращення транспортного потоку. Деякі коментатори стверджують, що початковою метою має бути демонтаж великої системи вулиць з одностороннім рухом як захід заспокоєння/зменшення руху автотранспорту, після чого слід забезпечити двосторонній доступ для велосипедистів на будь-яких вулицях з одностороннім рухом, які залишилися.

### Проектування перехресть
Загалом конструкції розв’язок, які сприяють швидкісним поворотам, переплетенням і злиттям рухів автомобілістів, як правило, ворожі для велосипедистів. Влаштування перехресть та розв'язок за принципом безперервного руху може бути небезпечними для велосипедистів, тому його слід уникати. Такі особливості, як велика кривизна в’їзду, з’їзди та кільцеві перехрестя з високим потоком, пов’язані з підвищеним ризиком зіткнення автомобіля з велосипедистом. Прихильники велосипедного руху виступають за модифікації та альтернативні типи розв’язок, які вирішують ці проблеми, наприклад, зменшення радіусів бордюрів на кутах вулиць, усунення з’їздів і заміна великих кільцевих розв’язок на перехрестя зі світлофорним регулюванням. 

### Захищені перехрестя
Інший підхід, запроваджений у Нідерландах, називається захищеним перехрестям, яке змінює конфігурацію перехресть, щоб зменшити ризик для велосипедистів, коли вони перетинають його або повертають. Деякі американські міста починають впроваджувати захищені перехрестя.
На захищеному перехресті транспортні засоби, що повертають на ближню сторону, відокремлені від велосипедистів і пішоходів, що перетинають дорогу, буфером, що забезпечує більший час реакції та видимість. Водії, які хочуть повернути на ближню сторону, мають кращу видимість велосипедистів і пішоходів, оскільки вони можуть дивитися вбік на предмет конфліктів, а не через плече. На несигналізованих перехрестях між велосипедною доріжкою та проїжджою частиною прийнято залишати простір на один автомобіль, щоб автомобілі, які виїжджають на другорядну вулицю, мали можливість рухатися вперед і чекати перерви в русі, не відволікаючись на потенційні одночасні конфлікти вздовж руху.
Цей тип перехресть десятиліттями використовується в дружніх до велосипедів Нідерландах і Данії. Альтернативний цьому підхід, розроблений для транспортного велосипедного руху, заохочує те, щоб велосипедні смуги просто зникали або «падали» на перехрестях, змушуючи велосипедистів вливатися в рух, як водій транспортного засобу, щоб уникнути ризику зіткнення з авто, що повертають праворуч. Такий дизайн, яка не дозволяє велосипедисту залишатися відокремленим при русі через перехрестя, став предметом великої уваги останніми роками, оскільки спричиняє труднощі для менш здібних велосипедистів , що призводить до зниження загальної кількості велосипедистів та їзди тротуарами  і загалом є менш безпечним.

#### Вело-шлюз

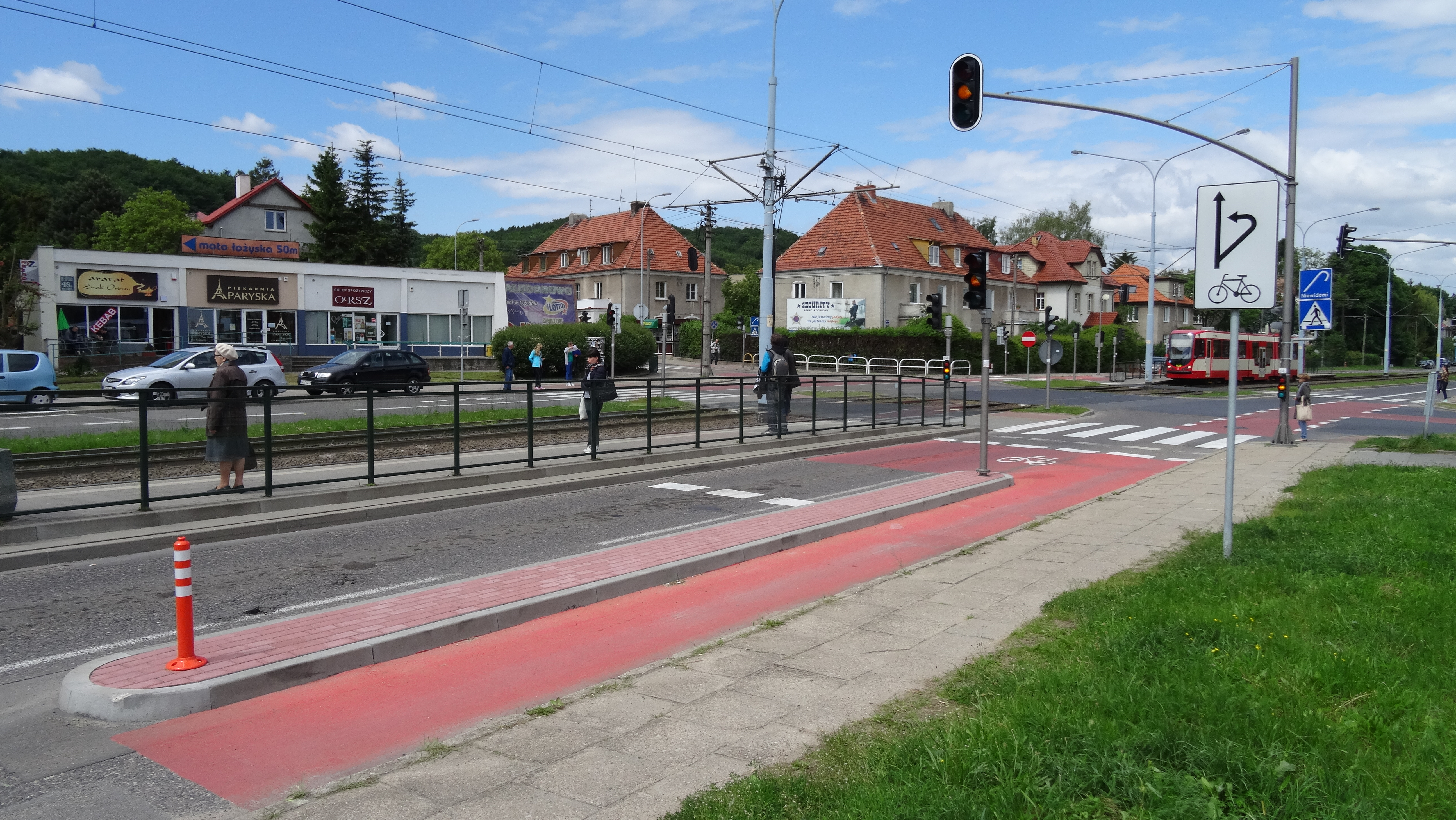
Велошлюз у м. Гданськ неподалік університетського кампусу.

Вело-шлюз (англ.bike-box) або розширена стоп-лінія – це виділена зона на початку смуги руху на регульованому перехресті , яка забезпечує велосипедистам безпечніший і помітніший спосіб випередити транспортні черги під час фази червоного сигналу.
Розширені стоп-лінії широко впроваджені в Данії, Великій Британії та інших європейських країнах, але вперше ця ідея була розроблена транспортним планувальником Майклом Лінчем для міста Портленд, штат Орегон, у відповідь на численні аварії велосипедистів на перехрестях.

#### Кільцеві розв'язки
На великих кільцевих розв’язках, які зазвичай використовуються у Великій Британії та Ірландії, кількість травм у велосипедистів у 14-16 разів більша, ніж у автомобілістів. У Великій Британії опитування понад 8000 досвідчених і переважно дорослих чоловіків-членів Cyclist Touring Club виявило, що 28% уникали кільцевих розв’язок під час своїх звичайних подорожей, якщо це було можливо.Нідерландські рекомендації CROW рекомендують кільцеві розв'язки лише для перехресть з моторизованим рухом до 1500 на годину. Для більших обсягів руху автотранспорту, вони рекомендують світлофорні перехрестя. У окремих випадках можливо влаштовувати тунелі або, що більш ефектно, підняті «плаваючі» кільцеві розв’язки для велосипедистів.

#### Світлофори/Системи регулювання дорожнього руху
Те, як спроектовані та реалізовані світлофорні об'єкти, безпосередньо впливає на велосипедистів. Наприклад, погано налаштовані системи виявлення транспортних засобів, які використовуються для ініціювання зміни сигналу, можуть неправильно виявляти велосипедистів. Це може призвести до того, що велосипедисти будуть змушені проїжджати на червоне світло, якщо не прибуде моторизований транспортний засіб, щоб змінити сигнал. У деяких містах використовуються міські адаптивні системи керування дорожнім рухом (UTC), які використовують пов’язані сигнали світлофора для керування трафіком у відповідь на зміни попиту. Існує аргумент, що використання системи UTC лише для забезпечення збільшення пропускної здатності автомобільного руху просто сприятиме зростанню такого руху. Однак є й більш прямі негативні наслідки. Наприклад, коли сигнали влаштовані для забезпечення автомобільного руху так званими зеленими хвилями, це може створити «червоні хвилі» для інших учасників дорожнього руху, таких як велосипедисти та служби громадського транспорту. Організатори дорожнього руху в Копенгагені тепер використовують цей принцип навпаки, з’єднуючи сигнали світлофора для велосипедистів на головній магістральній велосипедній доріжці, щоб забезпечити зелені хвилі для велосипедного руху в години пік. Однак це все одно не вирішить проблему червоних хвиль для повільних (старих і молодих) і швидких (вище середньої фізичної підготовки) велосипедистів. Спеціальні заходи для велосипедистів, які можуть бути застосовані на сигналах світлофора, включають використання вело-шлюзів та/або об’їздів. У деяких випадках велосипедистам може бути надано вільний поворот або сигнал об’їзду, якщо вони повертають на дорогу з ближнього боку.

### Спільний простір
Схема спільного простору усуває залежність від розмітки смуг в цілому, а також видаляє дорожні знаки та сигнали, дозволяючи всім учасникам дорожнього руху використовувати будь-яку частину дороги та надаючи всім учасникам дорожнього руху рівний пріоритет і однакову відповідальність за безпеку один одного. Досвід застосування цих схем показує, що учасники дорожнього руху, особливо автомобілісти, не орієнтовані на знаки, узбіччя чи дорожню розмітку, знижують швидкість і встановлюють зоровий контакт з іншими учасниками. Результати тисяч таких впроваджень у всьому світі показують зменшення кількості жертв, а більшість також показує скорочення часу в дорозі. Після часткового перетворення лондонської вулиці Кенсінгтон-Хай-стріт на спільний простір кількість нещасних випадків зменшилася на 44% (середній показник Лондона склав 17%). Однак у липні 2018 року Велика Британія призупинила всі подальші схеми спільного використання простору через побоювання, що схема, яка залежить від зорового контакту між водіями та пішоходами, неминуче небезпечна для пішоходів із вадами зору.

### Рух велосипедистівсмугами громадського транспорту

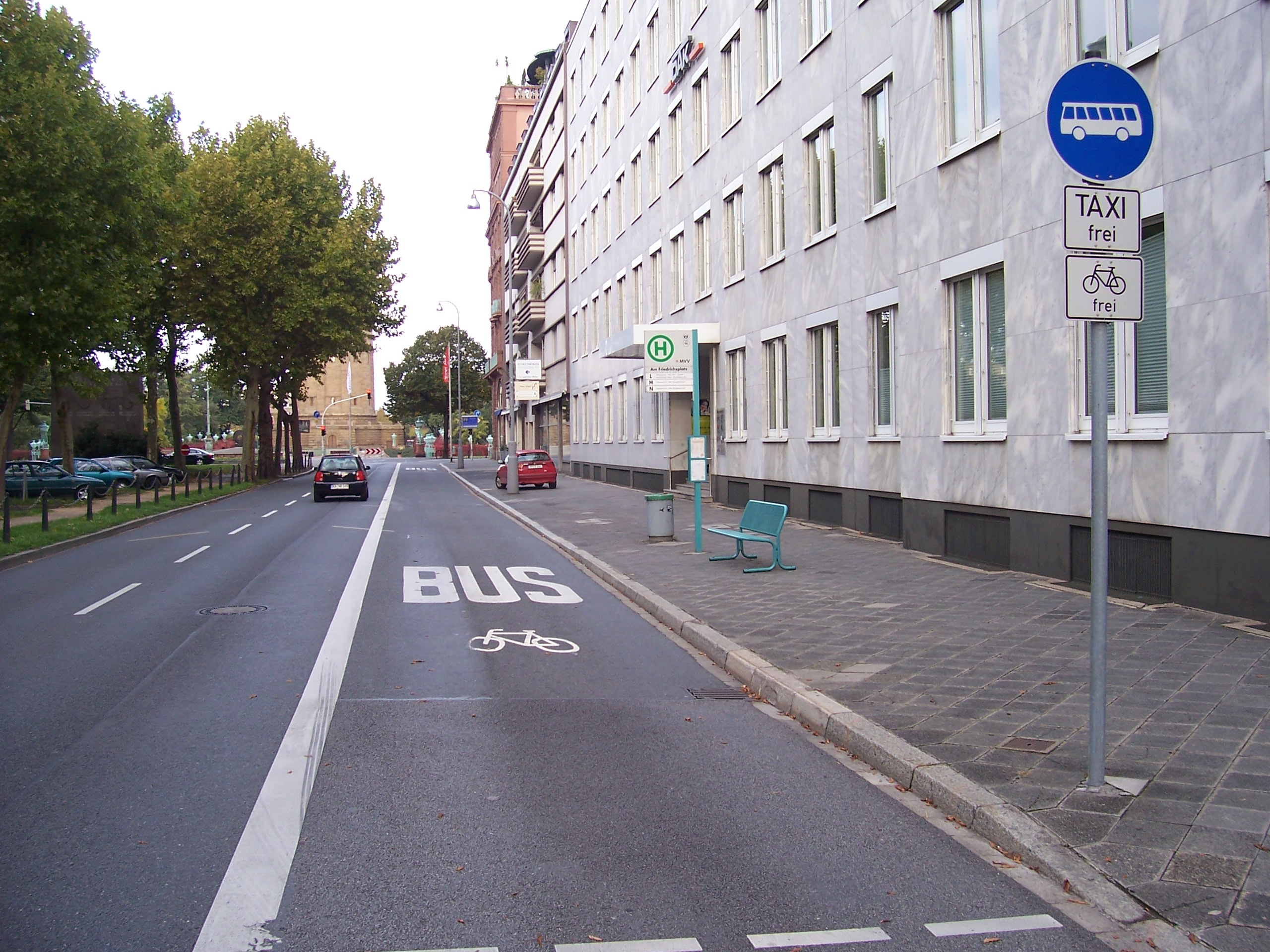
Спільна автобусно-велосипедна смуга у місті Мангайм

Спільні автобусні та велосипедні смуги також є способом створення комфортнішого та безпечнішого простору для велосипедистів. Залежно від ширини смуги, швидкості та кількості автобусів, а також інших місцевих факторів, безпека та популярність цього розташування різняться.
У Нідерландах змішані автобусні та велосипедні смуги зустрічаються рідко. Відповідно до керівних принципів стійкої безпеки, вони порушують принцип однорідності та розміщують учасників дорожнього руху з дуже різною масою та швидкісною поведінкою на одній смузі, що, як правило, не рекомендується.
В Україні рух велосипедистів смугами громадського транспорту дозволено згідно з Правилами дорожнього руху.

## Облаштування місця зупинки

### Організація паркування/зберігання велосипедів

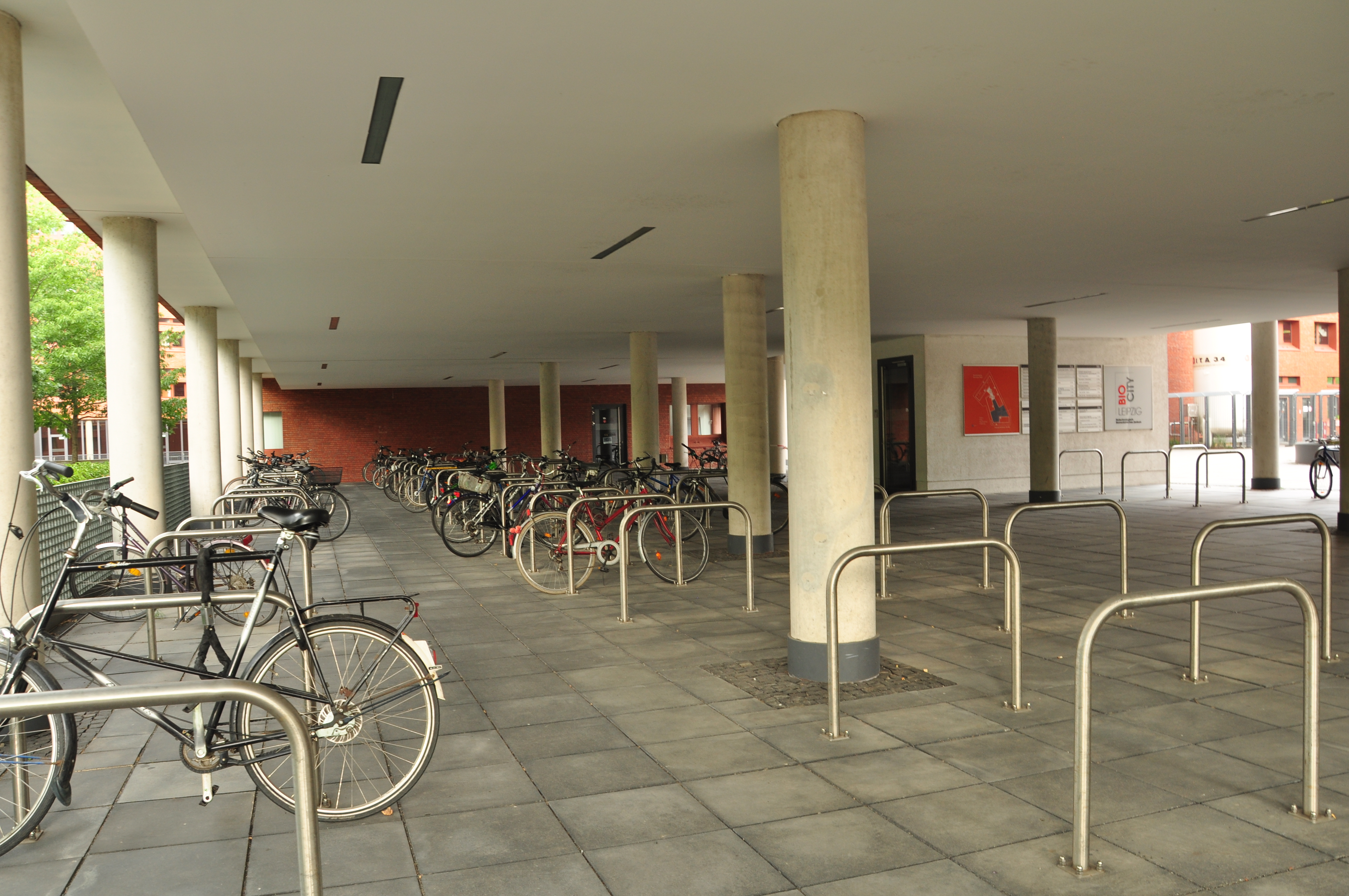
Захищений від опадів велосипедний паркінг у офісному центрі, Лейпциг

Оскільки безпечне та зручне паркування велосипедів є ключовим фактором, що впливає на рішення людини їздити на велосипеді, необхідно забезпечити гідну паркувальну інфраструктуру, щоб заохочувати пересування велосипедом. Пристойна парковка для велосипедів включає стійку до погодних умов інфраструктуру, таку як камери схову, стоянки, велосипедні паркування з персоналом або без персоналу, а також паркування велосипедів поряд з місцями роботи для полегшення поїздок на велосипеді. 

### Інше обладнання
Деяким людям під час повсякденної роботи потрібно носити спеціальний одяг, наприклад, ділові костюми або форму. У деяких випадках характер велосипедної інфраструктури та переважаючі погодні умови можуть ускладнити як їзду на велосипеді, так і підтримку робочого одягу в презентабельному стані.Таких працівників можна заохочувати до їзди на велосипеді, надаючи камери схову, роздягальні та душові, де вони можуть переодягнутися перед початком роботи.

## Заходи щодо зменшення крадіжок

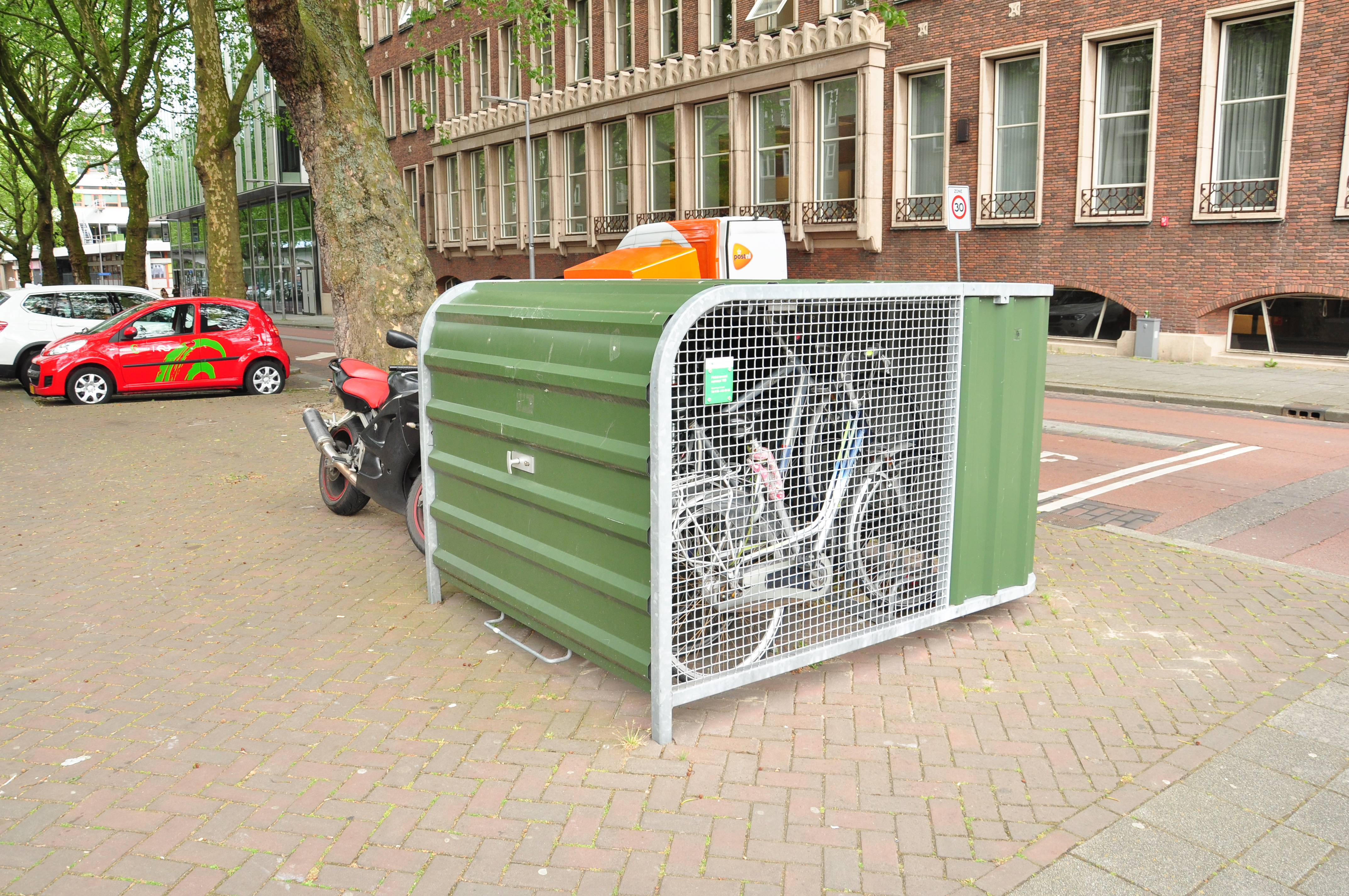
Вуличний велогараж, Роттердам

Крадіжки велосипедів є однією з головних проблем, які сповільнюють розвиток міського велосипедного транспорту. Крадіжки велосипедів відлякують регулярних велосипедистів від покупки нових велосипедів, а також відлякують людей, які, можливо, захочуть інвестувати у велосипед.
Кілька заходів можуть допомогти зменшити крадіжки велосипедів:
- Реєстрація велосипеда для полегшення пошуку в разі крадіжки;
- Ознайомлення велосипедистів з протиугінними засобами та їх ефективним використанням;
- Проведення заходів по вилову злодіїв;
- Безпечна стоянка для велосипедів: пропозиція безпечних місць для стоянки велосипедів [45], таких як стоянка для велосипедів під охороною (з персоналом або з камерою спостереження) або камери для зберігання велосипедів;
- Промоція пристроїв для дистанційного відстеження місцезнаходження велосипеда;
- Використання складаних велосипедів, які можна безпечно зберігати (наприклад) у гардеробах або під столами.

## Велосипедні підйомники

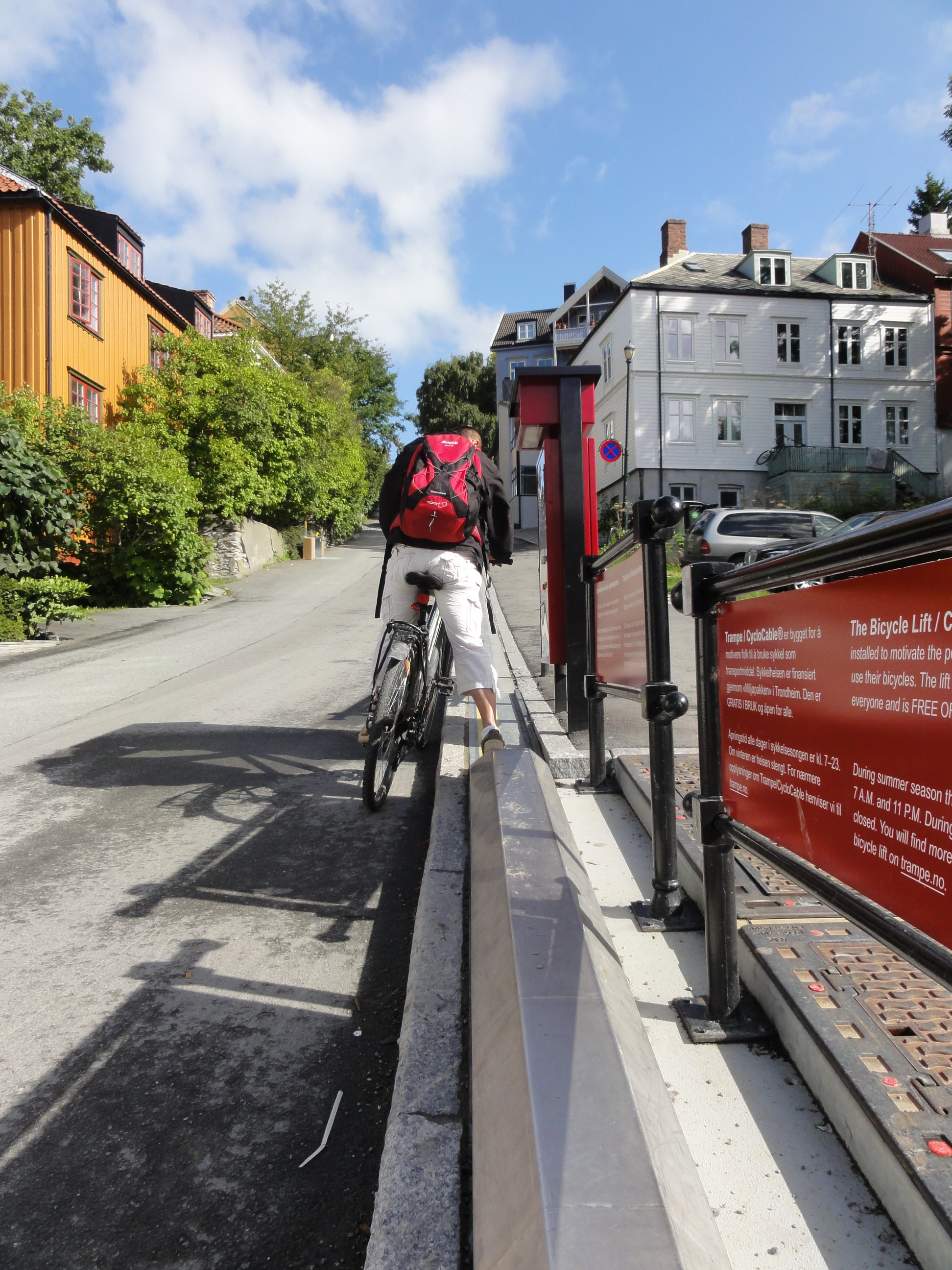
Велосипедний підйомник у м. Тронгейм

Велосипедні підйомники використовуються для підйому велосипедів сходами та крутими пагорбами. Вони використовуються для покращення доступності та заохочення звичайних велосипедних поїздок.
Велосипедні підйомники широко використовуються у Східній Азії та в деяких частинах Європи.

## Вплив
Згідно з дослідженням 2019 року, захищена та відокремлена велосипедна інфраструктура пов’язана з більшою безпекою для всіх учасників дорожнього руху.
Огляд наявних досліджень 2021 року показав, що закриття автомобільних смуг і заміна їх велосипедними або пішохідними смугами мало позитивний економічний ефект.
Дослідження міст у 2021 році показало, що перерозподіл вуличного простору для велосипедної інфраструктури — для так званих «швидких велосипедних доріжок» під час пандемії COVID-19 — призвело до значного додаткового зростання велосипедного руху. Це може мати значні переваги для навколишнього середовища та здоров’я, чого прагнуть досягти уряди багатьох країн, як-от - скорочення викидів CO2 на 55% до 2030 року ЄС, обов’язки щодо пом’якшення зміни клімату, передбачені Паризькою угодою. і правила ЄС щодо якості повітря.

## Інтеграція з громадським транспортом

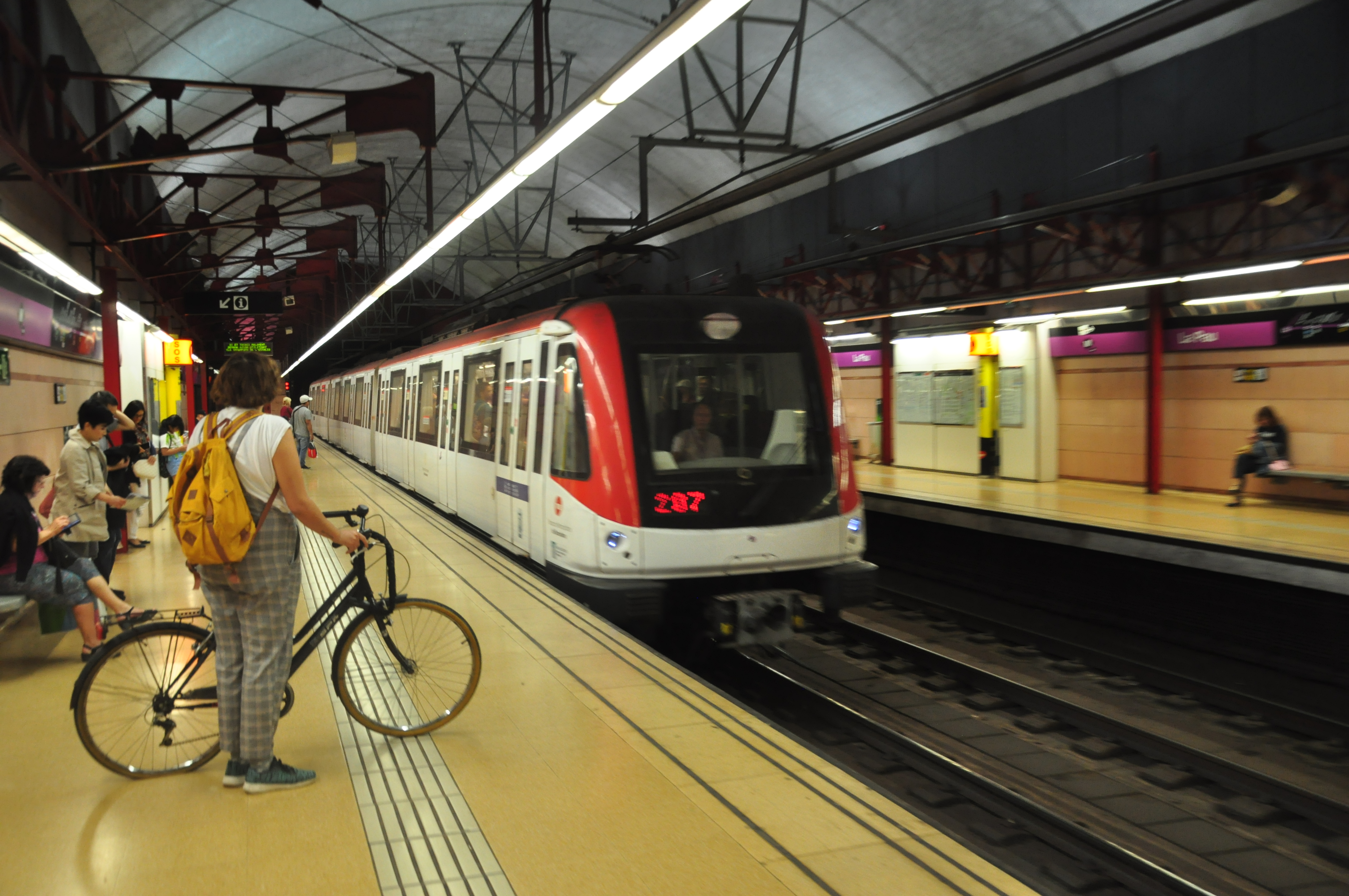
Пасажирка з велосипедом на станції метро, Барселона

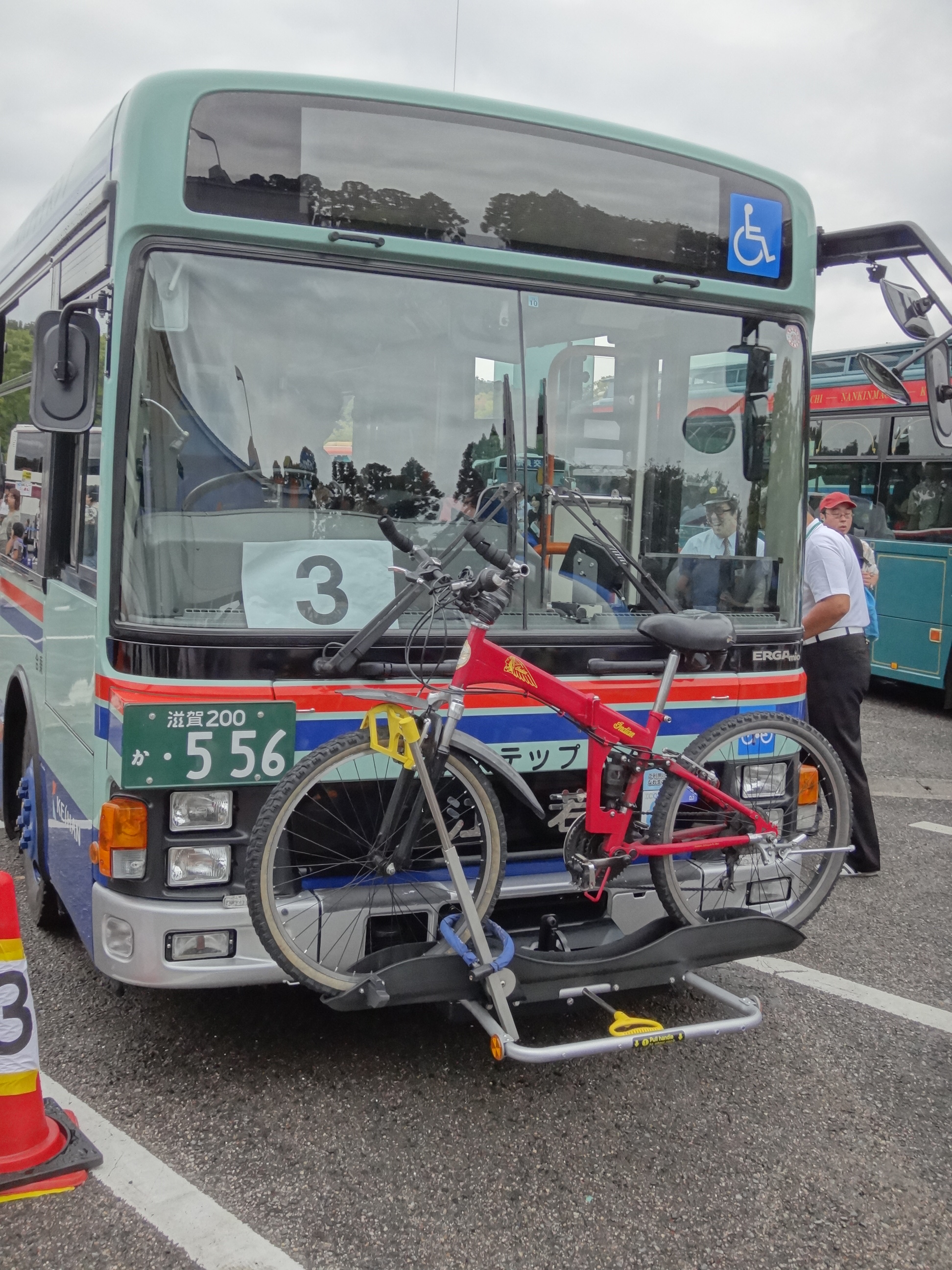
Автобус з кронштейном для перевезення велосипедів, Японія

Велосипед часто поєднується з іншим транспортом. Наприклад, у Нідерландах і Данії велика кількість поїздок може починатися на велосипеді. У 1991 році 44% голландських мандрівників потягом їздили на місцеву станцію на велосипеді, а 14% використовували велосипед у місцях призначення. Ключовими інгредієнтами для цього є:
- ефективне, привабливе та доступне залізничне сполучення;
- охоронювані стоянки для велосипедів на вокзалах;
- швидка та проста система прокату велосипедів для пасажирів на вокзалах;
- політика містобудування, яка призводить до того, що достатня частка населення, що може пересуватися на веплосипеді, живе чи працює на розумній відстані від залізничних станцій.

Стосовно цього аспекту політики Нідерландів і Данії стверджується, що постійні інвестиції в залізничні послуги є життєво важливими для підтримки рівня використання велосипедів.
Велосипед і громадський транспорт добре інтегровані в Японії. Починаючи з 1978 року, Японія розширила пропозицію паркування велосипедів на залізничних станціях з 598 000 місць у 1977 році до 2 382 000 місць у 1987 році. Станом на 1987 рік японські положення включали 516 багатоповерхових гаражів для паркування велосипедів.
У січні 2007 року Європейський парламент прийняв постанову про те, що всі міжнародні поїзди повинні перевозити велосипеди. У деяких містах велосипеди також можна провозити в місцевих потягах, трамваях і автобусах, щоб ними можна було користуватися на будь-якому кінці подорожі. Транспортна компанія Rheinbahn у Дюссельдорфі дозволяє перевозити велосипеди на всіх своїх автобусах, трамваях і потягах у будь-який час доби. У Мюнхені велосипеди дозволені в приміських поїздах S-Bahn поза годинами пік, а складні велосипеди дозволені в міських автобусах. У Копенгагені ви можете брати з собою велосипед у приміських потягах S-tog у будь-який час доби без додаткових витрат. У Франції високошвидкісні поїзди TGV навіть переобладнують частину своїх місць першого класу для зберігання велосипедів. Існують також схеми, як-от у Вікторії, Британській Колумбії, Акадії та Канберрі, Австралія, щодо забезпечення перевезення велосипедів в автобусах за допомогою кріплень для велосипедів, встановлених зовні.
У деяких канадських містах, зокрема в Едмонтоні і Торонто, автобуси на більшості міських маршрутів мають зовнішні тримачі для велосипедів, а велосипеди дозволено провозити у трамваях без додаткової плати поза години пік. Усі автобуси громадського транспорту в Чикаго та передмістях допускають до двох велосипедів у будь-який час. У поїздах дозволено перевозити велосипеди з деякими обмеженнями. Там, де такі послуги недоступні, деякі велосипедисти обходять це обмеження, знімаючи педалі та послаблюючи кермо, щоб помістити його в коробку, або використовуючи складані велосипеди, які можна взяти з собою в потяг чи автобус як частину багажу. 

## Велопрокат
Система прокату велосипедів — це послуга, за якої велосипеди надаються для спільного використання окремим особам на дуже короткостроковій основі. Схеми розподілу велосипедів дозволяють людям позичити велосипед у пункті «А» і повернути його в пункті «Б». Багато систем спільного використання велосипедів працюють на основі передплати.

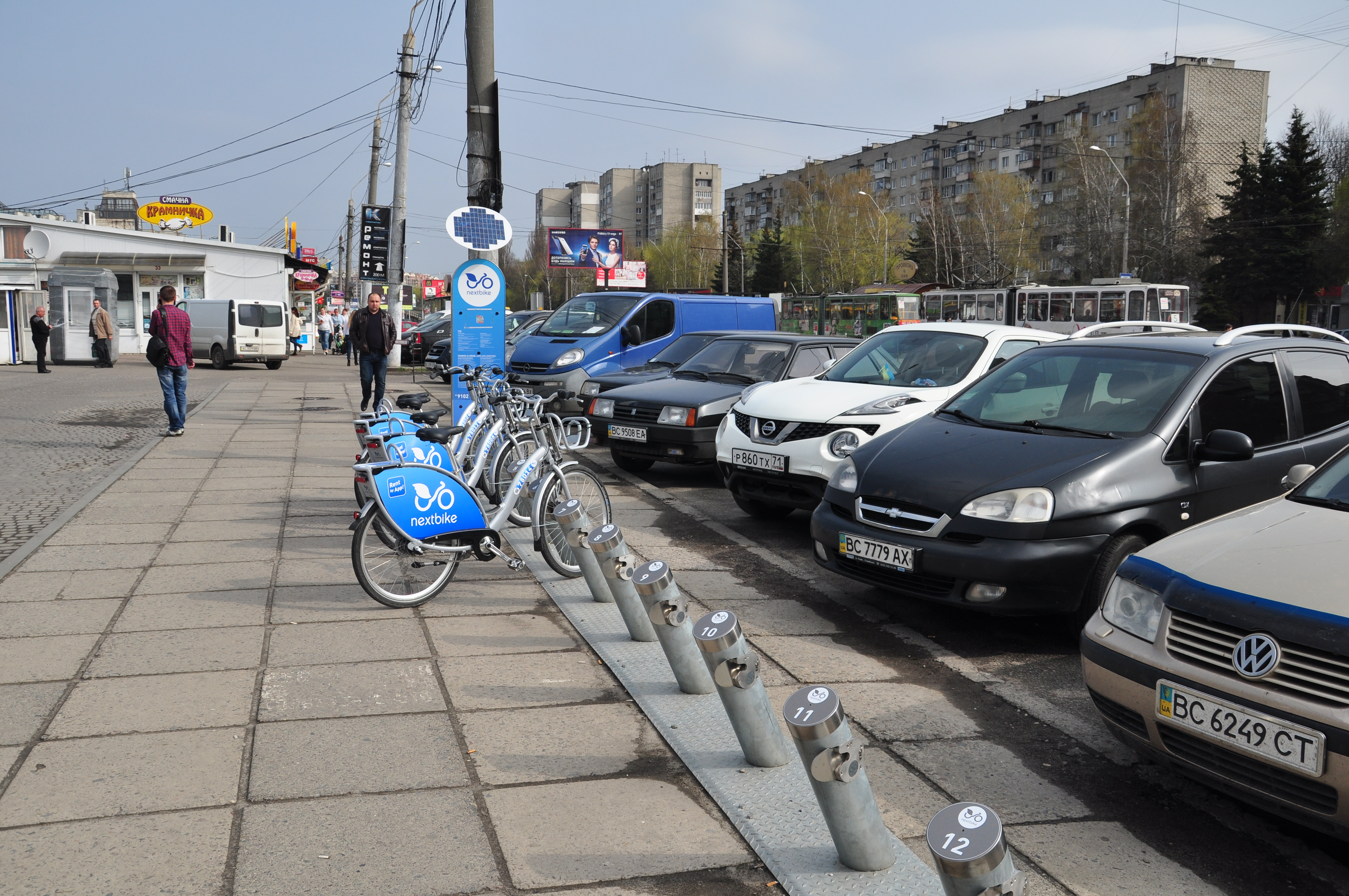
Станція велопрокату Nextbike на вул. Княгині Ольги у Львові

В Україні з 2015 року працює система велопрокату компанії Nextbike. Станом на 2023 рік вона діє у Києві, Львові, Дніпрі, Харкові, Вінниці, Одесі та Івано-Франківську.